# Roche Saint-Martin
La roche Saint-Martin est un mont forestier situé dans la commune de Saint-Dié-des-Vosges.

## Géographie
Elle apparaît depuis la vallée de la Meurthe avec une forme de casque martial. Sanctifiée, la tradition l'a séparée radicalement du massif du Kemberg auquel elle appartient pourtant d'un point de vue géomorphologique.
Les roches sont constituées de grès vosgien supérieur (formation du Buntsandstein) et leur épaisseur varie de 150 à 180 m avec la présence de galets de quartz dispersés sans ordre.

## Histoire
Son sommet, souvent dénommé depuis le XIXe siècle « les roches Saint-Martin », a été aménagé en belvédère, permettant un point de vue remarquable sur la ville et sur la vallée de la Meurthe. La permanence de l'attrait touristique du lieu se confirme par la présence dans le grès de nombreux graffitis dont le plus ancien date de 1777. Ils constituent autant de vestiges mémoriels témoignant de l'histoire de la ville. Ainsi, à titre d'exemple, la courte occupation militaire de Saint-Dié-des-Vosges par l'armée allemande en 1914 est inscrite dans la pierre par le graffiti d'un soldat du 120e régiment wurtembourgeois d’infanterie de réserve.

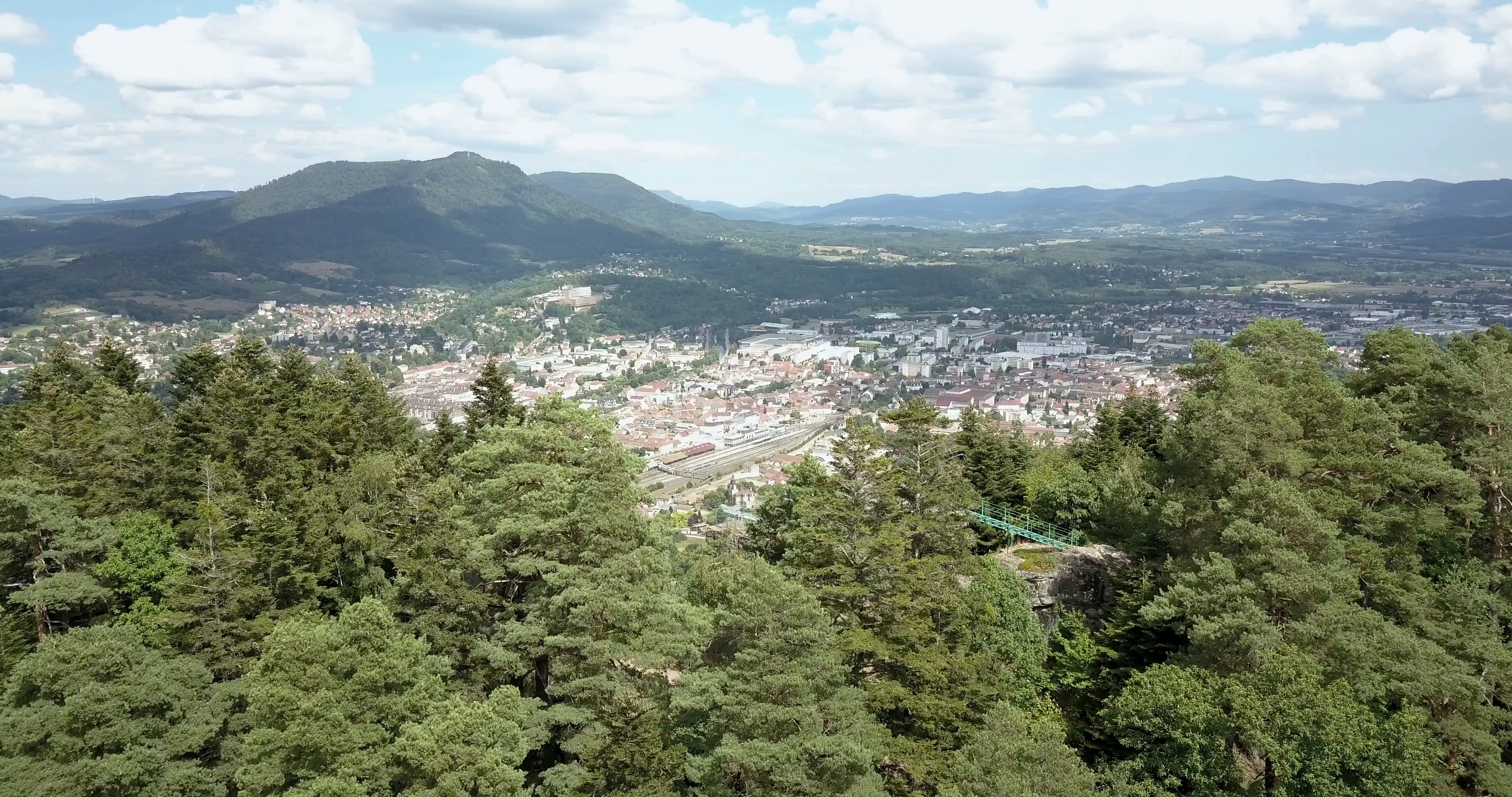
Roche Saint-Martin au-dessus de Saint-Dié-des-Vosges, été 2018.
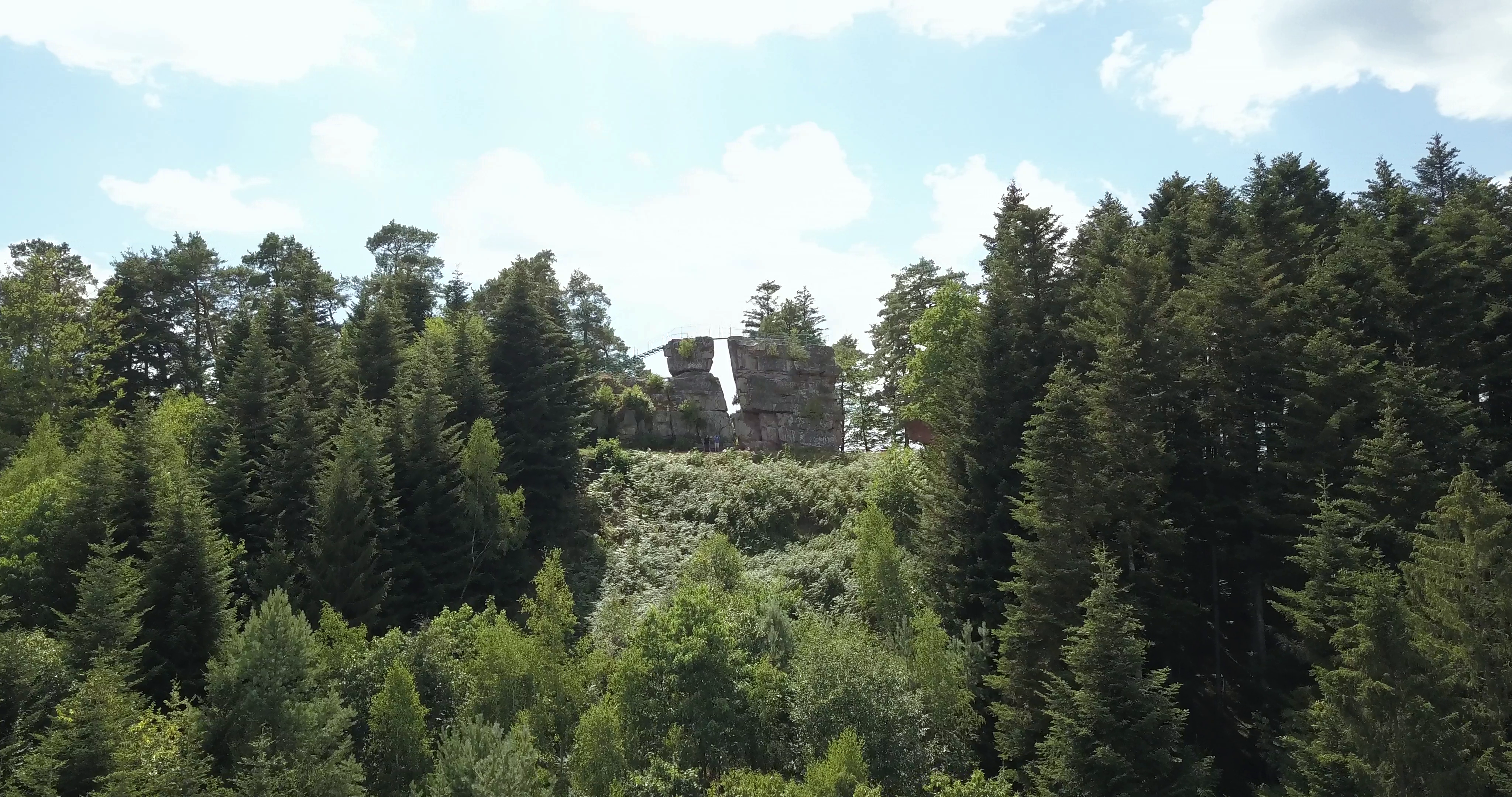
Roche Saint-Martin vue plus bas, été 2018.
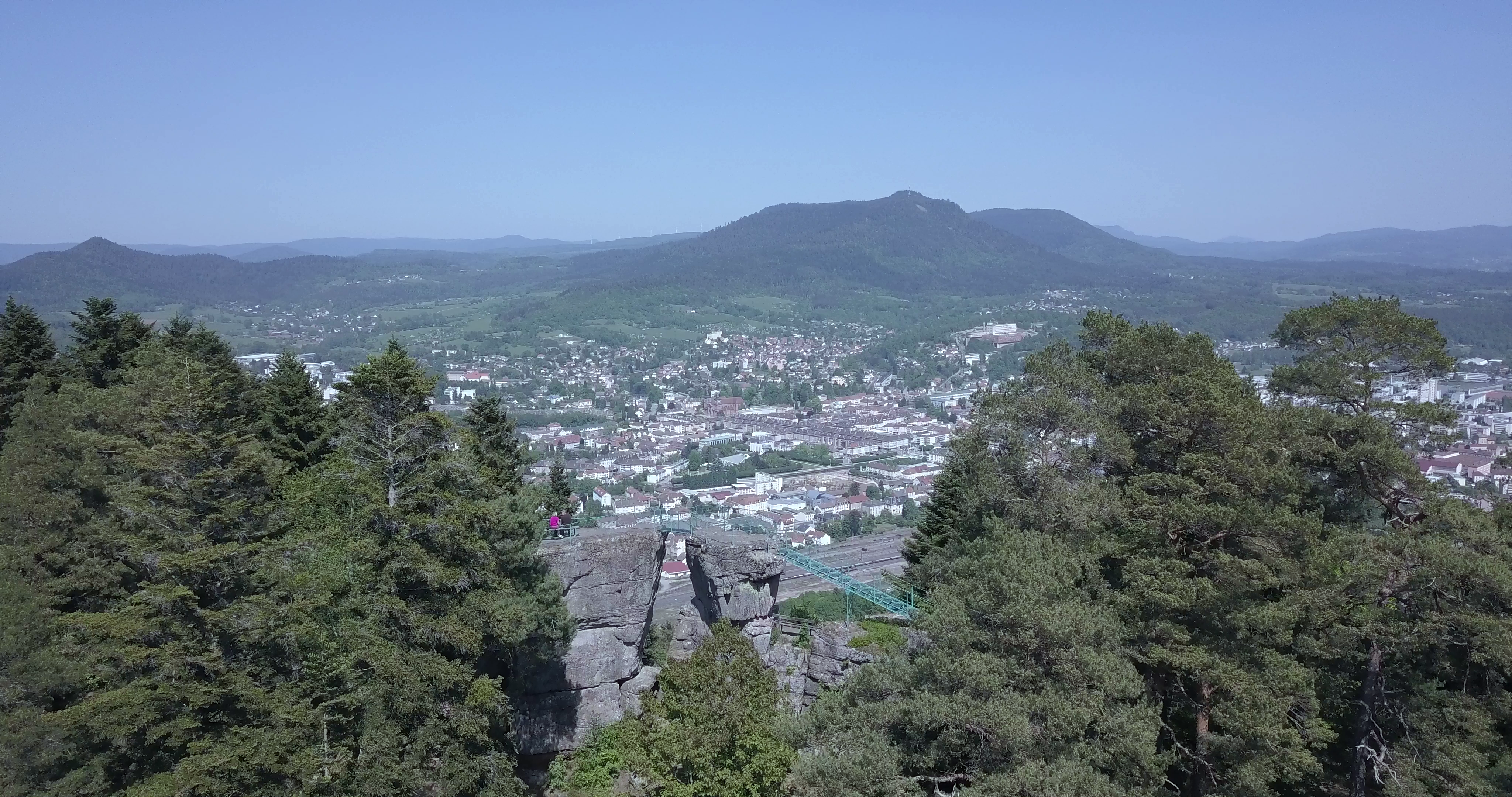
Roche Saint-Martin au-dessus de Saint-Dié-des-Vosges, hiver 2017/2018.
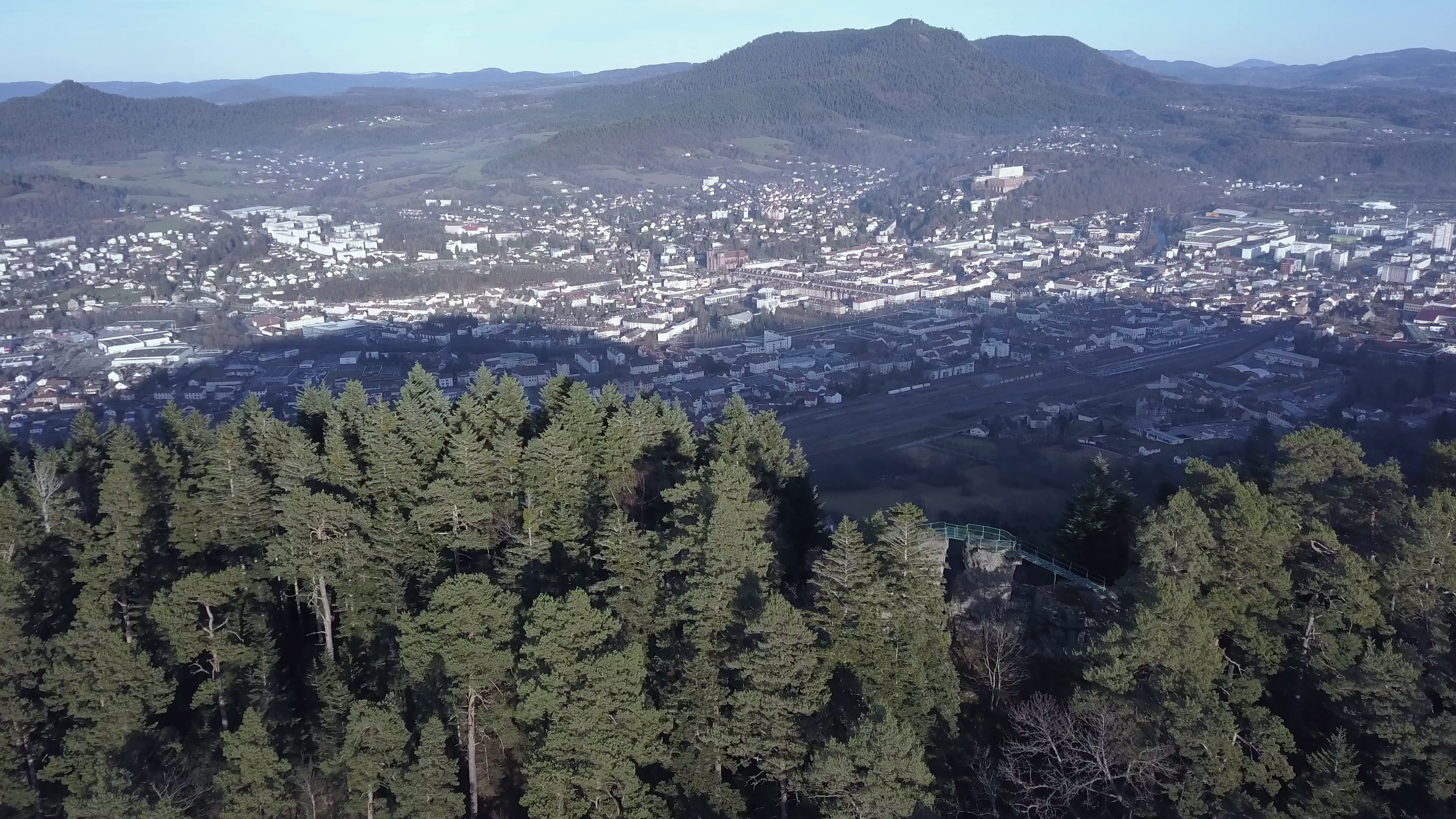
Roche Saint-Martin et l'ombre de la montagne sur Saint-Dié-des-Vosges, hiver 2017/2018.
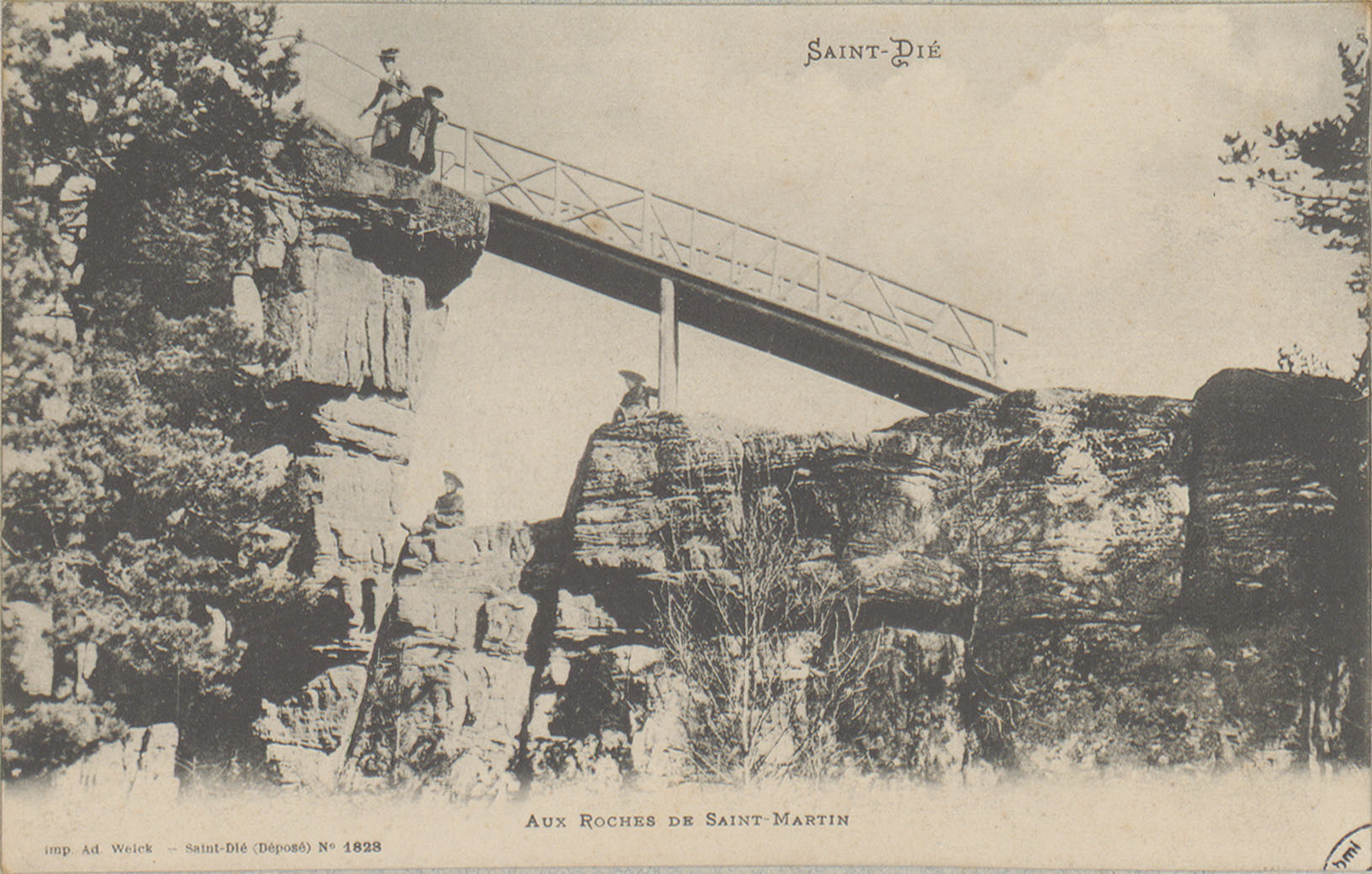
Aux roches de Saint-Martin (fonds photographique Ad. Weick).